# رود اولی
رود اولی (عربی: نهر الأولي) رودی در جنوب لبنان است که از کوه‌های لبنان سرچشمه می‌گیرد و به دریای مدیترانه، شمال صیدا می‌ریزد.
رود اولی از کوه‌های باروک سرچشمه می‌گیرد و پس از طی حدود ۴۸ کیلومتر به دریای مدیترانه می‌ریزد. این رود از نزدیکی شهرهای صیدا و نبطیه عبور می‌کند و در نزدیکی شهر صیدا به دریا می‌پیوندد. در طول مسیر این رود، چندین سد و بند برای آبیاری زمین‌های کشاورزی و تأمین آب آشامیدنی ساخته شده است. رود اولی نقش مهمی در حیات کشاورزی و اقتصادی منطقه دارد و همچنین از نظر تاریخی و فرهنگی نیز اهمیت زیادی برای لبنان دارد.
نام این رود در زبان فنیقی به معنای «مرتفع» یا «بلند» است که احتمالاً به سرچشمه آن در ارتفاعات اشاره دارد. رود اولی در طول تاریخ شاهد وقایع و درگیری‌های بسیاری بوده و در جنگ‌های صلیبی و همچنین در جنگ داخلی لبنان نقش مهمی ایفا کرده است.

## جغرافیا
این رود، آب بخش‌های جنوبی و شرقی کوه‌های شوف و بخش شرقی کوه لبنان را جمع‌آوری می‌کند و دو سرچشمه اصلی دارد: شاخه اصلی و طولانی‌تر، به نام نهر الباروک، از جبل باروک سرچشمه می‌گیرد و به سمت جنوب غربی جریان دارد و در آنجا به شاخه کوتاه‌تر، به نام نهر العرائی، که از شرق جزین سرچشمه می‌گیرد و به سمت شمال جریان دارد، می‌پیوندد. این دو شاخه، رود اولی را تشکیل می‌دهند که در مسیری پر پیچ و خم به سمت غرب جریان می‌یابد.
بخش قابل توجهی از آب رود اولی از طریق پروژه‌ای به نام «تونل مرکبا» از رود لیتانی تأمین می‌شود. این تونل، کوه‌های لبنان را قطع می‌کند و از اختلاف ارتفاع بین رود لیتانی که در دره بقاع جریان دارد و دامنه‌های غربی کوه‌های لبنان استفاده می‌کند. این تونل از  انتهای جنوبی دریاچه قَرعون شروع می‌شود و شش کیلومتر به صورت زیرزمینی به سمت غرب امتداد می‌یابد و در آنجا به یک نیروگاه زیرزمینی می‌رسد. آب از ارتفاع ۱۴۰ متری به پایین می‌ریزد و دو توربین را به حرکت در می‌آورد که برق تولید می‌کنند. سپس آب از طریق تونل دیگری به طول ۱۷ کیلومتر به سمت غرب ادامه می‌یابد و از ارتفاع ۴۲۰ متری به نیروگاه دیگری می‌ریزد. در ادامه، نیروگاه سوم وجود دارد که آب در آن ۱۵۰ متر دیگر پایین می‌رود. در مجموع، ۱۹۰ مگاوات برق از این نیروگاه آبی تولید می‌شود که برای تأمین برق بیروت، صیدا، صور و بخش بزرگی از منطقه بین سرچشمه‌های اولی و نوار ساحلی استفاده می‌شود. پس از نیروگاه سوم، آب لیتانی به شاخه نهر العرائی، یکی از سرچشمه‌های اولی، که در شرق جزین جریان دارد، هدایت می‌شود و سالانه حدود ۵۰۰ میلیون متر مکعب آب به آن اضافه می‌کند. به این ترتیب، آب لیتانی بخش اصلی آب رود اولی را تشکیل می‌دهد. استفاده اصلی از آب لیتانی در زمستان و زمانی است که سطح آب دریاچه قَرعون کاهش می‌یابد.
آب رود اولی همچنین برای بیروت و شهرهای ساحلی استفاده می‌شود و  کنترل این رود و نیروگاه‌های پروژه تونل مرکبا، ابزار راهبردی قدرتمندی برای ارتش اسرائیل در زمانی که در سال‌های ۱۹۸۲ تا ۱۹۸۵ بر این منطقه تسلط داشت، بود.
در حال حاضر، سدی بر روی رود اولی در منطقه روستای بیسری در شمال غربی جزین در حال ساخت است.

## در تاریخ
در نزدیکی محل ریزش رود به دریا، بقایای معبد اشمون از دوران فنیقی‌ها وجود دارد که به خدای اشمون اختصاص داشته است. در قرن هفدهم، امیر دروزی، فخرالدین معنی دوم، از سنگ‌های این معبد برای ساخت پل بر روی رود استفاده کرد. پس از اینکه این پل چندین بار تخریب شد، تنها سنگ‌های پایه از پل عثمانی باقی مانده است.
در سال ۱۹۷۶، هنگام ورود ارتش سوریه به لبنان در پی جنگ داخلی دوم، مسیر رود به «خط قرمز» تبدیل شد و عبور سوریه از آن می‌توانست باعث واکنش نظامی اسرائیل شود. در طول ۲۰ سالی که سوریه در لبنان حضور داشت، آنها از خط اولی به سمت جنوب عبور نکردند.
دهانه رود، در شمال شهر صیدا، صحنه نبرد در یکی از عملیات‌های آغازین جنگ صلح جلیل بود. در شب ۶ ژوئن ۱۹۸۲، نیروهای اسرائیلی شامل شایتت ۱۳، تیپ چتربازان و یگان‌های زرهی در یک عملیات هوابرد در این منطقه پیاده شدند. پس از درگیری با نیروهای سازمان آزادیبخش فلسطین در محل پیاده‌شدن که با حمایت هوایی و نیروی دریایی اسرائیل همراه بود، نیروهای اسرائیلی بر منطقه مسلط شدند و به سمت دامور حرکت کردند. این عملیات باعث قطع ارتباط نیروهای سازمان آزادیبخش فلسطین در جنوب لبنان با مقرهای آنها در بیروت شد.
در اوایل سپتامبر ۱۹۸۳، نیروهای اسرائیلی از کوه‌های شوف و منطقه بیروت به سمت جنوب عقب‌نشینی کردند و در خط اولی مستقر شدند. پس از این عقب‌نشینی، درگیری‌های مسلحانه بین دروزی‌ها و مارونی‌ها در کوه‌های شوف آغاز شد. در این درگیری‌ها که به «جنگ کوهستان» معروف شد، نیروهای ارتش لبنان و ارتش ایالات متحده نیز درگیر بودند. نیروهای اسرائیلی تا ماه مه ۱۹۸۵ در خط اولی باقی ماندند و سپس به نوار امنیتی عقب‌نشینی کردند.